# Placa (Lasíti)
Placa ou Plaka é uma vila de Lasíti, em Creta. Faz parte da comunidade Vrouchas, no município de Ágios Nikolaos. Localiza-se a 9 km de Ágios Nikolaos e 5 km de Elunda, estando localizada nas proximidades da histórica ilha de Espinalonga. Nos arredores da vila estão as ruínas das antigas cidades de Lato e Olunte, que constantemente conflitaram por territórios.